# Гаді Аль-Гаджрі
Гаді Насер Мансур Аль-Гаджрі (араб. هادي بن ناصر منصور الهاجري) (30 листопада 1968) — катарський дипломат. Надзвичайний і Повноважний Посол Держави Катар в Україні (з 2018).

## Життєпис
Народився 30 листопада 1968 року. У 1993 році отримав ступінь бакалавра права в Університеті Мухаммеда V, Королівство Марокко. Також навчався у Школі права та дипломатії Флетчера у Бостоні, США (1997—1999). Володіє арабською та англійською мовами.
З 1994 року на дипломатичній роботі: співробітник юридичного департаменту Міністерства закордонних справ (лютий 1994 — серпень 2000); Помічник директора юридичного департаменту Міністерства закордонних справ (серпень 2000 — жовтень 2001); Виконувач обов'язків директора юридичного департаменту Міністерства закордонних справ (жовтень 2001 — лютий 2003); співробітник Посольства держави Катар в Ер-Ріяд, Королівство Саудівська Аравія (січень 2004 — липень 2007).
У 2007—2009 рр. — Надзвичайний і Повноважний Посол Держави Катар в Джибуті.
У 2009—2015 рр. — Надзвичайний і Повноважний Посол Держави Катар в Польщі.
У 2011—2015 рр. — Надзвичайний і Повноважний Посол Держави Катар в Латвії за сумісництвом.
У 2011—2015 рр. — Надзвичайний і Повноважний Посол Держави Катар в Естонії за сумісництвом.
У 2015—2018 рр. — Надзвичайний і Повноважний Посол Держави Катар в Об'єднаних Арабських Еміратах.
18 квітня 2018 року — Надзвичайний і Повноважний Посол Держави Катар в Києві, Україні.
6 вересня 2018 року — вручив копії вірчих грамот заступнику міністра закордонних справ України Сергію Кислиці.
23 жовтня 2018 року — вручив вірчі грамоти Президенту України Петрові Порошенку.

## Нагороди та відзнаки
- Хрест Командора ордену «За заслуги» рішення Президента Республіки Польща, 17 вересня 2015 року[10]